# Marina Nikulina
Marina Anatolyevna Nikulina (em russo:  Марина Анатольевна Никулина; Bratsk, 3 de março de 1963 – Moscou 4 de novembro de 2015) foi  uma ex-jogadora de voleibol da Rússia que competiu pela União Soviética nos Jogos Olímpicos de 1988, pela Equipe Unificada nas Olimpíadas de 1992 e pela Rússia nos Jogos Olímpicos de 1996.
Em 1988, ela fez parte da equipe soviética que conquistou a medalha de ouro no torneio olímpico, no qual atuou em cinco partidas. Quatro anos depois, ela jogou em cinco confrontos e ganhou a medalha de prata com a equipe unificada no campeonato olímpico de 1992. Nikulina esteve na primeira participação da seleção russa em Olimpíadas nos jogos de 1996, participando de oito partidas e finalizando na quarta colocação. É mãe dos dos também voleibolistas Ekaterina Pankova e Pavel Pankov, ambos atuam na posição de levantador.
Morreu em Moscou no dia 4 de novembro de 2015 vítima de câncer.